# Jean Simmons

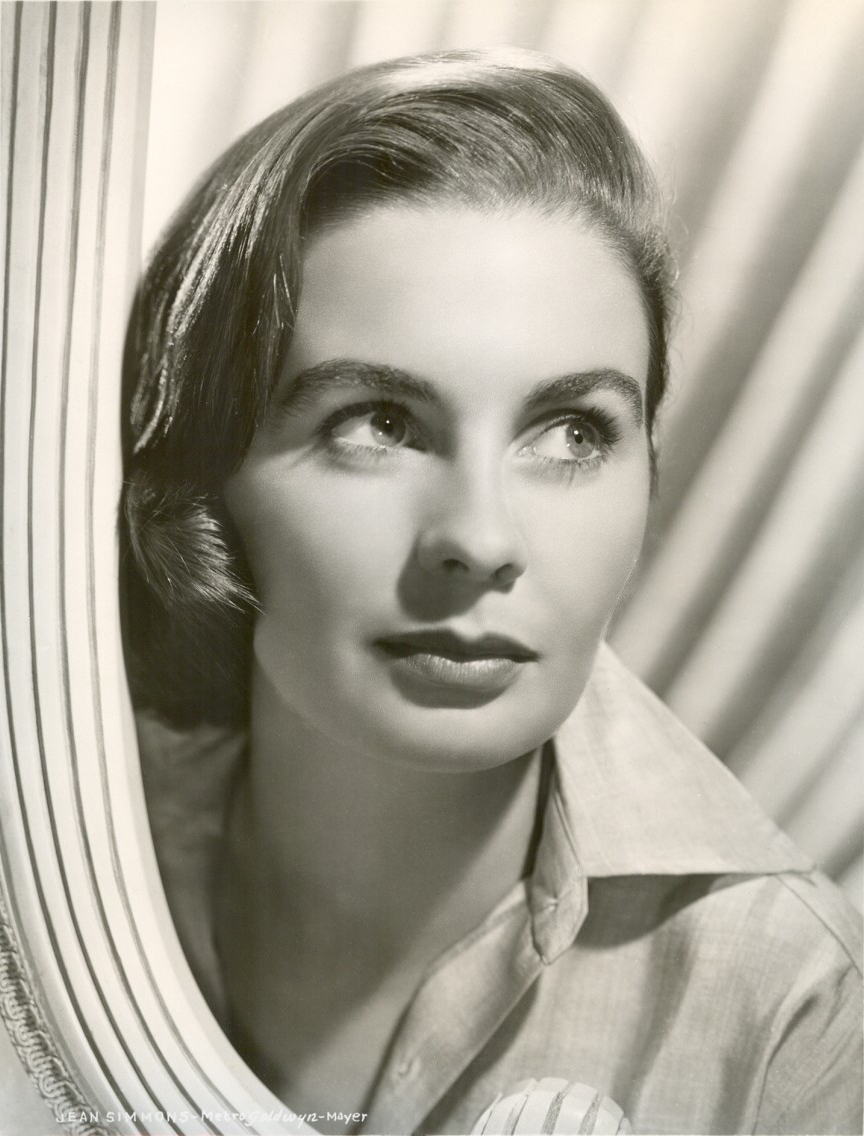
Jean Simmons (1954)

Jean Merilyn Simmons (ur. 31 stycznia 1929 w Londynie, zm. 22 stycznia 2010 w Santa Monica) – brytyjska aktorka, dwukrotnie nominowana do Oscara: za drugoplanową rolę w filmie Hamlet (1948) i za pierwszoplanową w filmie Szczęśliwe zakończenie (1969). Odznaczona Orderem Imperium Brytyjskiego w 2003 roku.
Karierę rozpoczęła w wieku 14 lat.
Zmarła na raka płuc w swoim domu w Santa Monica w Kalifornii.

## Życie prywatne
Była córką gimnastyka Charlesa Simmonsa, uczestnika Igrzysk V Olimpiady w Sztokholmie w 1912 roku, brązowego medalisty w konkurencji wieloboju drużynowego mężczyzn.
Była dwukrotnie zamężna. Jej pierwszym mężem był brytyjski aktor Stewart Granger, za którego wyszła za mąż 20 grudnia 1950 roku w Tucson. Ślubu w skromnej ceremonii udzielił im duchowny metodystyczny. W 1956 roku małżonkowie zostali obywatelami Stanów Zjednoczonych. Rozwiedli się w 1960 roku.
Jej drugim mężem był reżyser Richard Brooks (od 1960 do 1977). Ten związek również zakończył się rozwodem. Miała dwie córki: Tracy (ur. 1957) i Kate (ur. 1961). Jej starsza córka otrzymała imię na cześć Spencera Tracy’ego, a młodsza po Katharine Hepburn.
Pochowana na cmentarzu w dzielnicy Highgate w północnym Londynie.

## Filmografia
- Cezar i Kleopatra (1945) jako harfistka
- Wielkie nadzieje (1946) jako młoda Estella
- Czarny narcyz (1947) jako Kanchi
- Hamlet (1948) jako Ofelia
- Twarz anioła (1953) jako Diana Tremayne
- Aktorka (1953) jako Ruth Gordon Jones
- Szata (1953) jako Diana
- Egipcjanin Sinuhe (1954) jako Merit
- Faceci i laleczki (1955) jako Sarah Brown
- Ta noc (1957) jako Anne Leeds
- Biały Kanion (1958) jako Julie Maragon
- Cudze chwalicie... (1960) jako Hattie Durant
- Elmer Gantry (1960) jako s. Sharon Falconer
- Spartakus (1960) jako Varinia
- Szczęśliwe zakończenie (1969) jako Mary Wilson
- Ptaki ciernistych krzewów (1983, serial TV) jako Fiona „Fee” Cleary
- Północ-Południe (1985, serial TV) jako Clarissa Main
- Brzask (1988) jako ciotka Mary
- Skrawki życia (1995) jako Em Reed
- Final Fantasy: Wojna dusz (2001) jako radna (głos)
- Ruchomy zamek Hauru (2005) jako Sophie jako staruszka (głos, amerykański dubbing)
- Shadows in the Sun (2009) jako Hannah